# 哈布里

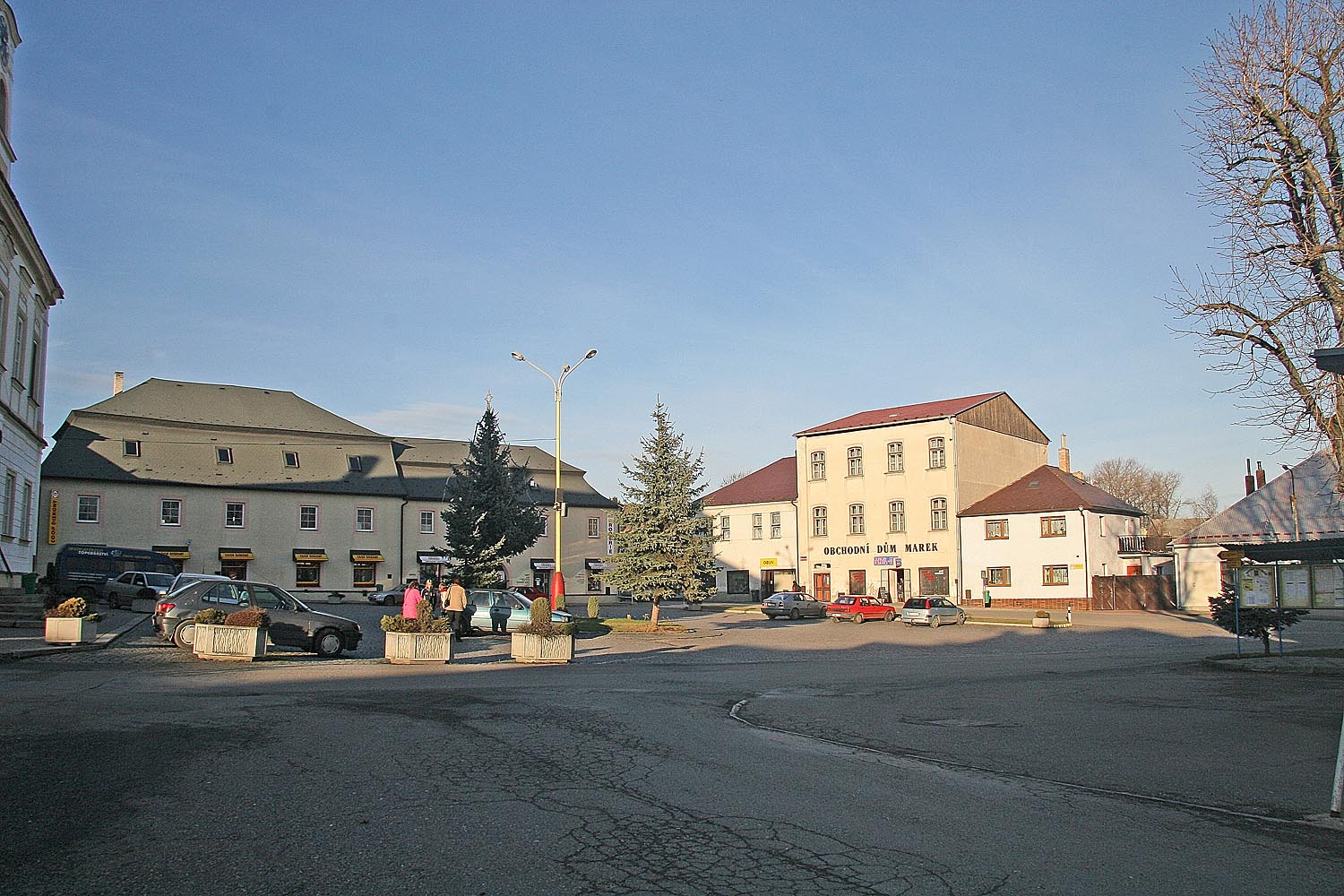

哈布里是捷克的城鎮，位於該國中部，距離恰斯拉夫18公里，由維索基納州負責管轄，面積27.42平方公里，海拔高度468米，鎮上建於1825年的猶太教堂自1979年用作電影院，2014年人口1,318。

## 外部連結
- Municipal website（页面存档备份，存于）